# Full Circle
Full Circle és una pel·lícula de terror sobrenatural britànica-canadenca de 1977 dirigida per Richard Loncraine i protagonitzat per Mia Farrow i Keir Dullea. Basada en la novel·la Julia de Peter Straub, es tracta de la primera realització cinematogràfica d'un dels seus llibres, i tracta d'una dona que, després de la mort de la seva filla, es troba assetjada a la seva nova llar pel fantasma venjatiu d'una jove. Als Estats Units, la pel·lícula es va estrenar amb el títol alternatiu The Haunting of Julia, el 1981.

## Argument
Julia Lofting és una dona estatunidenca que viu a Londres amb el seu marit, Magnus, i la seva filla petita, Kate. Durant l'esmorzar un matí, Kate comença a ofegar-se. No és capaç de treure's el menjar, Julia intenta realitzar una traqueotomia, cosa que provoca una hemorràgia a Kate que li provoca la mort. La mort de Kate provoca que Julia deixi Magnus, ja que el seu matrimoni ja era infeliç. La Júlia es trasllada a una gran casa totalment moblada amb una habitació de dalt que conté les possessions d'un nen. Al parc Julia veu una jove que creu que és Kate, però desapareix. A la casa hi ha coses inusuals, com ara sorolls estranys i aparells que s'encenen. Més tard, Julia torna a veure la noia al parc i troba una tortuga mutilada i un ganivet on es trobava.
Julia deixa que Lily, la germana de Magnus, utilitzi la seva casa per dirigir una sessió. Mrs. Flood, la mèdium, explica que els esperits necessiten controlar algú per dur a terme actes físics. Durant la sessió, la mèdium s'espanta i li diu a Julia que abandoni la casa immediatament. Moments després, un dels amics de Lily cau per les escales abans que la Sra Flood pugui explicar el que va veure. Posteriorment, Julia és informada per la Sra. Flood que tenia una visió d'un nen que moria desagnat al parc.
L'endemà, mentre Julia està fora, Magnus entra a casa seva. Veu alguna cosa i la segueix fins al soterrani on cau des de l'escala, tallant-se fatalment la gola sobre un mirall trencat. Preguntada pels antics residents de la casa, una veïna li diu a Julia que abans va pertànyer a Heather Rudge, que va marxar després de morir la seva filla Olivia. La Júlia troba un article sobre Geoffrey Braden, un jove que va ser assassinat al parc. Julia visita la mare de Geoffrey, Greta Braden, que diu que va un rodamón va ser executat pel crim, però que creu que van ser nens del parc qui van assassinar el seu fill. Diu que ella i la seva companya han estat seguint la vida dels nens. Demana a Julia que visiti dos ara adults: el capità Paul Winter i David Swift.
La Júlia visita Swift, una alcohòlic que confessa que Olivia tenia un poder sàdic sobre ell i els altres nens i que els va fer matar un animal. Narra l'assassinat de Geoffrey, que va ser orquestrat per Olivia: Va obligar els altres nois a retenir-lo mentre ella el colpejava amb un abric. Després de morir, Olivia va utilitzar un ganivet per castrar-lo. Poc després que Julia surti de l'apartament de Swift, ell cau sobre una ampolla trencada a l'escala i mor. Mentrestant, Julia explica al seu amic Mark, un antiquari, el que ha descobert, però ell no s'ho creu. Aquella nit és electrocutat per una làmpada que cau al bany.
La Júlia visita a la mare d'Olivia, Heather, a un psiquiàtric. Heather confessa que va escanyar Olivia fins a la mort després de conèixer l'homicidi de Geoffrey i insisteix que Olivia era malvada. Quan la Júlia surt, mira per damunt la seva espatlla la Sra. Rudge, que es troba dins dels ulls d'Olivia i mor d'un atac de cor induït per la por. Julia torna a casa, on és testimoni de l'aparició d'Olivia, primer al mirall del bany i després a la sala de jocs amb la joguina preferida de Kate. La Júlia agafa la joguina d'Olivia, li ofereix una abraçada i li demana que es quedi. Continua a abraçar Olivia, només per tenir la gola tallada per les vores afilades de la joguina, provocant que mori dessagnada.

## Repartiment
- Mia Farrow - Julia Lofting
- Keir Dullea - Magnus Lofting
- Tom Conti - Mark Berkeley
- Jill Bennett - Lily Lofting
- Robin Gammell - David Swift
- Cathleen Nesbitt - Heather Rudge
- Anna Wing - Rosa Flood
- Edward Hardwicke - Capità Paul Winter
- Mary Morris - Greta Braden
- Pauline Jameson - Claudia Branscombe
- Arthur Howard - Piggott
- Peter Sallis - Jeffrey Branscombe
- Damaris Hayman - Miss Pinner
- Sophie Ward - Kate Lofting
- Hilda Fenemore - Katherine
- Nigel Havers – Agent immobiliari
- Samantha Gates - Olivia Rudge
- Denis Lill - Doctor
- Julian Fellowes - Bibliotecària
- Michael Bilton - Venedor
- Yvonne Edgell - Mrs. Flood's Niece
- Robert Farrant - Recepcionista
- Oliver Maguire - Infermera
- Susan Porrett - Mrs. Ward
- John A. Tinn - Venedor

## Estrena
Full Circle fou estrenada al Festival Internacional de Cinema de Sant Sebastià el 12 de setembre de 1977 i al Festival internacional de cinema fantàstic d'Avoriaz de 1978.
La pel·lícula es va mostrar a Londres el 4 de maig de 1978 i a Toronto el 19 de maig de 1978.
La pel·lícula es va estrenar originalment al Regne Unit com a Full Circle però va tenir poc èxit a taquilla. Va ser llançat als Estats Units amb el títol  The Haunting of Julia el 1981, però tampoc va tenir èxit de públic.

## Crítiques
Variety va assenyalar que la pel·lícula "té un guió força ajustat que, almenys, a la primera meitat, acumula molt bé les tensions espantoses. Hi ha una interpretació de Mia Farrow, que és una reminiscència de La llavor del diable, i prou trastorns sobrenaturals per complaure aquells que estan fascinats per l'ocult."